# Deutsche Entomologische Zeitschrift
Deutsche Entomologische Zeitschrift – niemieckie, anglojęzyczne, recenzowane czasopismo naukowe otwartego dostępu publikujące w dziedzinie entomologii.
Czasopismo to wydawane jest przez Pensoft Publishers i Muzeum Historii Naturalnej w Berlinie. Ukazuje się od 1857 roku (do 1914 jako Berliner Entomologische Zeitschrift). Publikuje oryginalne prace badawcze dotyczące systematyki, taksonomii, filogenezy, morfologii porównawczej i zoogeografii owadów. Przez pierwsze 150 lat opublikowano w nim opisy ponad 22 tysiące nowych gatunków. 
W 2017 roku jego wskaźnik cytowań wyniósł według Journal Citation Reports 0,879, a według Scimago Journal & Country Rank wyniósł 0,387, co dawało mu 74. miejsce wśród czasopism poświęconych naukom o owadach.